# OpenLeaks
OpenLeaks war eine Whistleblowing-Website, die über tote Briefkästen Dokumente Dritter anonym an Kooperationspartner wie Medien vermitteln, aber nicht selbst veröffentlichen soll. Der ehemalige WikiLeaks-Sprecher Daniel Domscheit-Berg hatte das Projekt im Dezember 2010 angekündigt. Neben Domscheit-Berg sind auch andere ehemalige WikiLeaks-Mitarbeiter wie Herbert Snorrason an dem Projekt beteiligt. 
Ende Januar 2011 waren auf der Website erste Inhalte über Funktion, Realisierung und Finanzierung zugänglich.
Mittlerweile ist die Website allerdings offline. Anfang Juli 2013 sagte Daniel Domscheit-Berg gegenüber Technology Review, das Projekt würde weiter fortgesetzt werden „ohne die Öffentlichkeit groß einzubinden“.

## Funktionsweise
Domscheit-Berg beschrieb OpenLeaks als ein „technologisches Projekt, das sich zum Ziel gesetzt hat, ein Diensteanbieter für Drittparteien zu sein, der Material von anonymen Quellen annimmt“ und an die vom Dritten festlegbaren Partner verteilt. Herbert Snorrason erklärte, OpenLeaks werde selbst keine Quellen veröffentlichen, nicht einmal Dokumente selbst empfangen. Man baue ein sicheres Rechnernetz wie eine Art „toten Briefkasten“, in den jeder Dokumente einwerfen und selbst bestimmen könne, wer die Dokumente erhalten soll. Diese Briefkästen stünden auf den Internetseiten von Kooperationspartnern wie beispielsweise Medien, Gewerkschaften, Regierungen und Menschenrechtsgruppen. Im Gegensatz zu WikiLeaks soll es keine exklusiven Medienpartnerschaften geben. OpenLeaks werde Dokumente technisch überprüfen, ob diese gefälscht oder bearbeitet sind. Außerdem würden die Daten derart bearbeitet, dass sie im Gegensatz zu E-Mails nicht mehr zur Quelle zurückzuverfolgen sind.
Im Gegensatz zu WikiLeaks soll der Schwerpunkt auf den Inhalten liegen und die Betreiber wollen sich in der Öffentlichkeit im Hintergrund halten. Informationen, und nicht die Personen, die sie verbreiten, sollen im Mittelpunkt der Wahrnehmung stehen. OpenLeaks soll nicht nur Dokumente von globaler Bedeutung, sondern auch länder- oder regionalspezifische Dokumente verwalten und ist als Schnittstelle, Dienstleistung und technische Lösung zur Anonymisierung gedacht.

## Geplante Realisierung

### Zeitplan
Im Rahmen des 27. Chaos Communication Congress kündigte Daniel Domscheit-Berg den Start des Projekts für Januar 2011 an, nachdem der ursprüngliche Termin Mitte Dezember 2010 nicht eingehalten werden konnte. Es solle zunächst eine geschlossene Testphase mit ausgewählten Partnern starten, die im April oder Mai in eine Betaphase übergehen solle. Im August werde OpenLeaks dann nach der Vorstellung und Prüfung auf dem Chaos Communication Camp den Vollbetrieb aufnehmen. Am 26. Januar sickerte ein Dokument über den Inhalt der Webseite durch und wurde bei Cryptome veröffentlicht, so dass die Verantwortlichen die Seite mit ersten Informationen für die Öffentlichkeit freischalteten, obwohl noch weitere Arbeiten notwendig sind. Auf der Re:publica 2011 erklärte Domscheit-Berg im April, die Hintergrundarbeit hätte viel Zeit gekostet, die Technik sei weitgehend fertiggestellt und er hoffe, dass OpenLeaks in den folgenden Monaten den Betrieb aufnehmen könne. Zum offiziellen Start solle es sechs Partnerorganisationen geben: drei Medienorganisationen und drei NGOs. Im August 2011 gab Domscheit-Berg auf dem Chaos Communication Camp bekannt, das System zum sicheren Einreichen von Informationen sei betriebsfertig und es bedürfe nur noch Arbeiten seitens der Medienpartner, um die Sicherheit für Whistleblower zu gewährleisten. Er setzte sein System in Zusammenarbeit mit der Tageszeitung einem fünftägigen Test auf Sicherheitslücken aus. Als weitere Medienpartner wurden Der Freitag, foodwatch, die portugiesische Wochenzeitung Expresso und die dänische Tageszeitung Dagbladet Information genannt. Der Chaos Computer Club, Veranstalter des Camps, warf ihm im Zusammenhang mit dem Test vor, er habe den Ruf des Vereins für sein eigenes Projekt missbraucht und schloss Domscheit-Berg aus dem Verein aus, nahm diese Entscheidung aber auf der folgenden Mitgliederversammlung zurück. Ein knappes Jahr nach der ersten Ankündigung des Projektes war OpenLeaks als gesicherte Einreichungsplattform für Dokumente noch nicht betriebsfähig. Kurz nach dem Chaos Communication Camp hatte Domscheit-Berg einen Start des Projektes für Februar 2012 prognostiziert, ohne einen genaueren Termin nennen zu können.
Am 7. November 2011 gab foodwatch zur geplanten Zusammenarbeit mit OpenLeaks bekannt: „Aus Sicht von foodwatch sind die Gespräche über eine Zusammenarbeit jedoch unbefriedigend verlaufen. Für eine Plattform, die auf Vertrauen angewiesen ist, müssen hohe Anforderungen vor allem hinsichtlich der Transparenz des Projektes und der Verlässlichkeit der Zusammenarbeit gelten. Darauf hatten wir uns mit den OpenLeaks-Betreibern auch verständigt. Getroffene Vereinbarungen wurden jedoch nicht wie verabredet eingehalten. Wegen der Sensibilität eines solchen Projektes hat sich foodwatch daher entschieden, die Pläne für eine Zusammenarbeit fallen zu lassen.“

### Finanzierung
Um den Dienst nutzen zu können, sollen die Partner das Projekt freiwillig beim Ausbau seiner Infrastruktur unterstützen, in dem sie beispielsweise Serverkapazitäten zur Verfügung stellen. Daneben sollen Spenden helfen, den Finanzbedarf von über 100.000 Euro im ersten Jahr zu decken. Würde das Netzwerk wachsen, stiege auch der Finanzbedarf. Wäre die Plattform aber irgendwann profitabel, würden laut Herbert Snorrason auch offengelegte Gehälter gezahlt. OpenLeaks sieht sich mit seiner abweichenden Projektidee nicht als Konkurrent zu WikiLeaks. Domscheit-Berg erklärte zu Vorwürfen einer Kommerzialisierung des Projektes, dass alle Services grundsätzlich kostenlos sein würden. Es werde aber Modelle geben, das Projekt mit Infrastrukturspenden zu unterstützen, um mit dieser Mischkalkulation den Service für möglichst viele kostenlos zu halten. Zur besseren Transparenz soll es eine verantwortliche Stiftung geben, die Spenden als Haupteinnahmequelle sammelt und deren Mitglieder namentlich bekannt wären. OpenLeaks nimmt Spenden über Flattr und Bitcoin entgegen; der Verkaufserlös aus Domscheit-Bergs Buch „Inside WikiLeaks“ floss in die Finanzierung ein.

## Medienecho
Bereits die Ankündigung des Projekts zog erhebliches mediales Echo nach sich. Unter anderem berichteten die Tageszeitung, die Financial Times Deutschland, Spiegel online und Chip online über OpenLeaks. Auch die Süddeutsche Zeitung und der BBC World Service nahmen sich der Thematik an.

## Fehlinformationen
Eine Zeitlang stand im Quelltext der noch im Aufbau befindlichen Webseite (zeitweise auch auf der Webseite direkt), dass OpenLeaks keinen Account bei Twitter besitzt und in der Aufbauphase keine sozialen Netzwerke nutzt, um öffentliche Mitteilungen zu verbreiten. Demzufolge kann eine Schweizer Webseite, die auf Facebook verlinkt, anstatt auf einen Artikel bei techPresident, wie es die offiziellen Webseiten taten, derzeit nur als unaufgeforderte Unterstützung gewertet werden oder als Trittbrettfahrerei, um selbst an heikle Dokumente zu gelangen.
Der registrierte Twitter-Account (@openleaks) kann nach Angaben von OpenLeaks nicht verwendet werden, eine Lösung des Problems mit Hilfe von Twitter sei erfolglos gewesen. Daher nutzt die Organisation alternativ den Kurznachrichtendienst Identi.ca.